# Las Lamas (Orense)
Las Lamas (llamada oficialmente Santa María de Lamas) es una parroquia y un lugar del municipio español de Ginzo de Limia, en la provincia de Orense, Galicia.

## Toponimia
La parroquia también es conocida por el nombre de Santa María das Lamas.

## Organización territorial
La parroquia está formada por una entidad de población:
- Lamas (As Lamas)

## Demografía
Gráfica demográfica del lugar de Las Lamas y la parroquia de Las Lamas según el INE español:
| Gráfica de evolución demográfica de Lamas entre 2000 y 2022 |
|                                                             |
| Datos según el nomenclátor publicado por el INE.            |